# Ясногорское городское поселение
Городско́е поселе́ние «Ясногорское» — муниципальное образование в Оловяннинском районе Забайкальского края Российской Федерации.
Административный центр — пгт Ясногорск.

## История
Статус и границы городского поселения установлены Законом Читинской области от 19 мая 2004 года «Об установлении границ, наименований вновь образованных муниципальных образований и наделении их статусом сельского, городского поселения в Читинской области»

## Население
| 2009  | 2010  | 2011  | 2012  | 2013  | 2014  | 2015  |
| ----- | ----- | ----- | ----- | ----- | ----- | ----- |
| 8957  | ↘8873 | ↘8820 | ↘8473 | ↘8182 | ↘7804 | ↘7558 |
| 2016  | 2017  | 2018  | 2019  | 2020  | 2021  |       |
| ↘7313 | ↘7076 | ↘6839 | ↘6622 | ↘6589 | ↗8493 |       |

## Состав городского поселения
| № | Населённый пункт | Тип населённого пункта      | Население |
| - | ---------------- | --------------------------- | --------- |
| 1 | Ясногорск        | пгт, административный центр | ↗8493     |